# 민진기
민진기는 대한민국의 프로듀서이다.

## 경력
- CJ E&M 프로듀서
- 2018년 7월 ~ 2021년 7월: CJ ENM E&M 부문 프로듀서
- 2021년 7월 ~ : 이미지나인컴즈 프로듀서
- 2025:스토리아일랜드

## 참여 작품
- 2012년 tvN 푸른거탑
- 2013년 tvN 푸른거탑 리턴즈
- 2013년 tvN 푸른거탑 제로
- 2014년 tvN 황금거탑
- 2015년 tvN SNL 코리아 6
- 2016년 tvN SNL 코리아 8
- 2017년 tvN 써클: 이어진 두 세계
- 2019년 tvN 악마가 너의 이름을 부를 때
- 2022년 ENA 신병
- 2023년 ENA 신병캠프
- 2023년 ENA 신병2
- 2025년 ENA 신병3
- 2025년 ENA 살롱 드 홈즈

## 수상 경력
- 2013년 방송통신심의위원회 이달의 좋은 프로그램 뉴미디어 부문 《푸른거탑》
- 2023년 BCWW 뉴미디어 콘텐츠상 드라마부문 우수상

## 같이 보기
- 최종훈
- 김재우
- 김호창
- 백봉기
- 정진욱
- 이용주